# San Isidro (Surigao del Norte)
San Isidro (Bayan ng San Isidro) är en kommun i Filippinerna. Kommunen ligger på ön Mindanao, och tillhör provinsen Surigao del Norte. Folkmängden uppgår till 6 058 invånare.
San Isidro är indelat i 12 barangayer.